# ۶۷۴ (خورشیدی)
۶۷۴ ششصد و هفتاد و چهارمین سال هجری خورشیدی است.